# Brachyopterus
Genre
Espèces de rang inférieur
- † Brachyopterus stubblefieldi Størmer, 1951

Brachyopterus est un genre fossile d'Euryptérides de la famille des Rhenopteridae. C'est l'un des premiers Euryptérides connus. Il a été découvert dans des dépôts de l'Ordovicien moyen dans le Montgomeryshire, au Pays de Galles. Si d'autres espèces lui ont été attribuées dans le passé, le genre Brachyopterus ne compte aujourd'hui qu'une seule espèce valide, B. stubblefieldi.

## Description

Comparaison de taille de B. stubblefieldi avec une main humaine.

Brachyopterus se caractérise par sa petite taille et par ses yeux composés comprenant des axes convergeant vers l'avant sur un prosome (tête) sous-trapézoïdal à sous-pentagonal. Tous ses appendices sont locomoteurs : les trois premières paires d'appendices sont courtes avec des épines, sauf lorsqu'elles ont évolué en organes de préhension ; les deux dernières paires sont modérément longues, carénées et se rétrécissent en largeur jusqu'aux griffes terminales ; le dernier appendice tombe en deçà de l'avant-dernier segment abdominal. L'abdomen est étroit et se termine par un court telson styliforme. Les Brachyopterus ont vécu durant l'Ordovicien moyen.

## Classification
Kjellesvig-Waering conclut en 1966 que "il n'y a pas d'autre genre comparable, ou qui, dans l'état actuel de nos connaissances, possède des liens étroits avec ce genre très singulier", bien que l'on puisse le classer parmi les Stylonurines. Au cours des années suivantes, des similitudes sont relevées entre Brachyopterus et les Rhénopterides. Lamsdel et al. le classe en 2010 comme le plus basal des Rhénopterides et comme un taxon frère de Rhénoptérides plus dérivés (tels que Kiaeropterus et Rhenopterus).